# Zamek w Małej Nieszawce

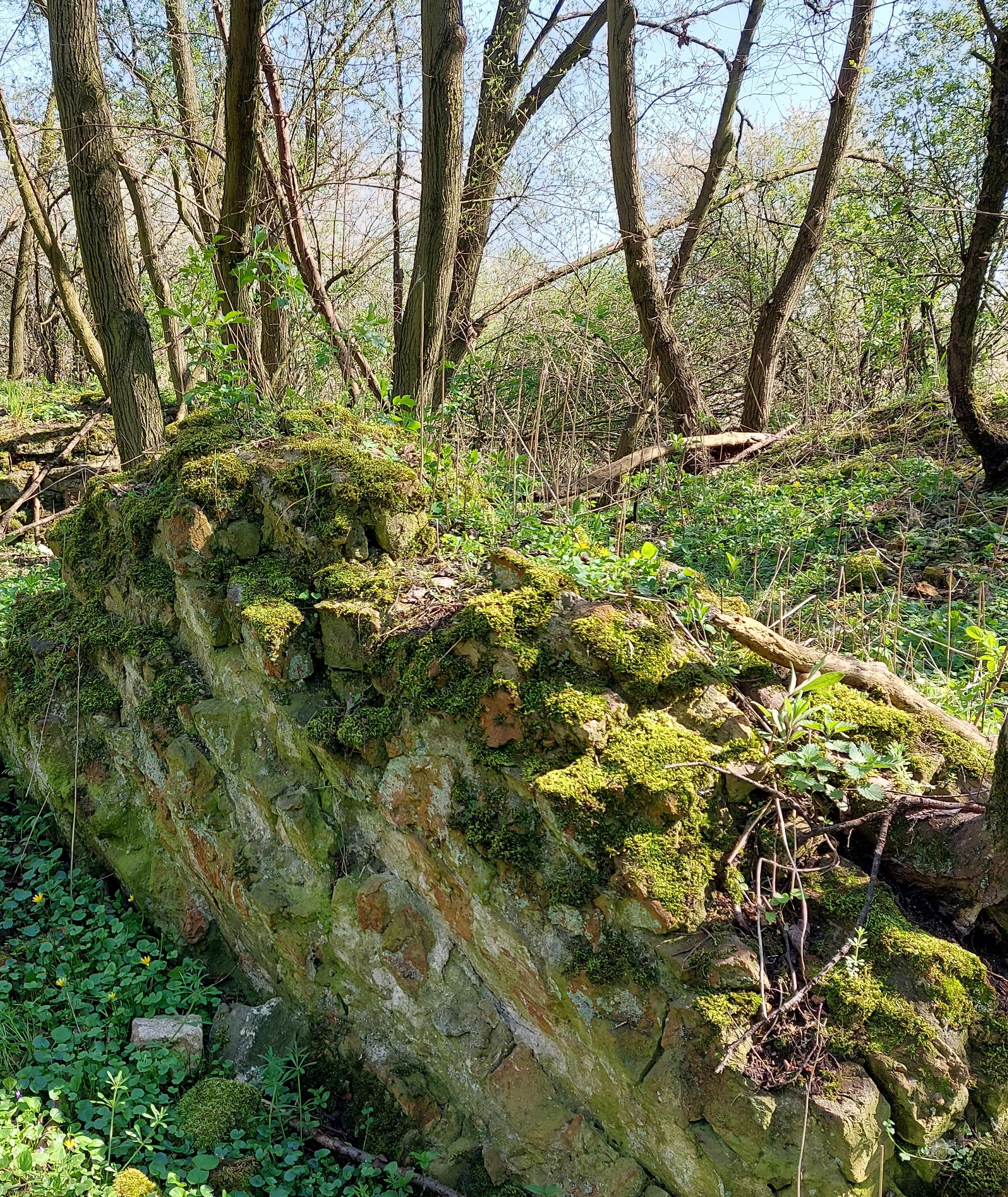
Pozostałości murów porośnięte roślinnością (2023)

Zamek w Małej Nieszawce – ruiny zamku komturskiego w Małej Nieszawce pod Toruniem.

## Historia
W 1230 roku książę Konrad Mazowiecki nadał Krzyżakom wraz z trzema wsiami mazowiecki gród Nissowe. Rok później gród ten stał się bazą wypadową Krzyżaków za Wisłę. W 1255 roku wzmiankowano Heinrico commendantore de Nesowia. Pierwszy drewniany zamek zakon krzyżacki wybudował w I poł. XIII w. Istniał on do 1269 roku. Na jego miejscu wybudowano murowany zamek. Budowę rozpoczęto ok. 1327 roku. Prace wstrzymano na kilka lat, na czas działań wojennych przeciw Polsce Władysława I Łokietka. Prace wznowiono w 1332 roku. Od połowy lat 50. XIII w. zamek był siedzibą komtura i konwentu krzyżackiego, który sprawował nadzór administracyjny nad posiadłościami zakonu krzyżackiego w Kujawach, zdobytych przez Krzyżaków w większości w latach 30. XIII w. W pierwszej poł. XIV w. zamek przybrał ostatecznie kształt murowanej warowni. Po bitwie pod Grunwaldem zamek w końcu lipca 1410 roku przeszedł w ręce polskie i stał się kwaterą króla Władysława Jagiełły od 28 września do 1 października oraz w grudniu podczas negocjacji pokoju toruńskiego. Zamek wrócił w ręce krzyżackie w lutym 1411 roku po podpisaniu Pokoju toruńskiego. W 1419 roku przy zamku wzmiankowano most łyżwowy przez Wisłę. Po wojnie golubskiej podpisano w 1422 roku pokój mełneński, w którym zmuszono Krzyżaków do rozebrania warowni. Demontaż obiektu nastąpił w latach 1423–1424.
26 lipca 1935 roku ruiny zamku wpisano do rejestru zabytków nieruchomych.
Obecnie ruiny zamku znajdują się na terenie prywatnym.

## Architektura
Zamek wzniesiono na niewielkim półwyspie utworzonym przez zakole Wisły. Zamek zbudowano na rzucie kwadratu o boku długości ok. 35 metrów. Był on otoczony prostokątnym murem i fosą o szerokości 19 m i głębokości 5,5 m. W skład wewnętrznej zabudowy wchodziły cztery skrzydła skupione wokół dziedzińca. Największe skrzydło było skierowane na południe. Mieściło się tam zakonne dormitorium. Pod północną częścią gospodarczą skrzydła wschodniego mieściła się sklepiona piwnica, gdzie ulokowano hypocaustum. W skrzydle zachodnim prawdopodobnie mieściła się kuchnia. W północnym skrzydle mieściło się mieszkanie komtura (na piętrze) i izba dla straży (na parterze). Wjazd do zamku prowadził przez most i szyję międzymurza do bramy, a stamtąd na dziedziniec. W północno-wschodniej części warowni mieściła się drewniana studnia. Studnia miała wymiary 1,5 x 1,5 m i głębokość 5,5 m. W skład zespołu obronnego oprócz zamku wchodziły: podzamcze z młynem, piekarnią, browarem, łaźnią, wozownią i paroma dodatkowymi budynkami. 
Prawdopodobnie ze względu na działania wojenne i możliwości finansowe zakonu krzyżackiego zamek budowano etapami. Na początku wzniesiono mur obwodowy z cegły na kamiennej podmurówce i północną szyję bramną. Podczas drugiego etapu wzniesiono budynek bramny. W trzecim okresie wybudowano mury skrzydeł (zachodni, południowy, prawdopodobnie też wschodni). Rozplanowanie wyższych kondygnacji twierdzy są nieznane w wyniku niewielkiej liczby zachowanych śladów i źródeł. Studnię prawdopodobnie wybudowano pospiesznie i przy niewielkich środkach finansowych. Ze względu na niewielkie rozmiary (z którymi wiąże się mniejsza wydajność) oraz zastosowanie nietrwałej drewnianej konstrukcji cembrowiny uważa się, że studnia miała charakter tymczasowy.